# Kenney Jones
Kenneth Thomas "Kenney" Jones (født 16. september 1948) er en engelsk trommeslager, der er bedst kendt for at have været en del af musikgrupperne Small Faces, Faces og The Who.
Jones blev i 2012 optaget i Rock and Roll Hall of Fame som medlem af Small Faces/Faces.